# La Chute de la maison Usher (mini-série)
Pour les articles homonymes, voir La Chute de la maison Usher.
La Chute de la maison Usher (The Fall of the House of Usher) est une mini-série américaine en huit épisodes, créée par Mike Flanagan et diffusée intégralement le 12 octobre 2023 partout dans le monde sur le service Netflix, incluant les pays francophones.
Elle est principalement une adaptation libre de la nouvelle éponyme d'Edgar Allan Poe bien que s'inspirant et intégrant également des éléments de plusieurs autres histoires, nouvelles et poèmes de l'auteur,.

## Synopsis
En novembre 2023, Roderick Usher, PDG de la société pharmaceutique Fortunato Pharmaceuticals, perd ses six enfants en l'espace de deux semaines. Le soir suivant les dernières funérailles, Roderick invite C. Auguste Dupin, un assistant du procureur des États-Unis qui a consacré sa carrière à dénoncer la corruption de Fortunato, dans la maison de son enfance, où il raconte la véritable histoire de sa famille et dévoile les secrets les plus sombres des Usher.
La série suit deux lignes temporelles en plus de la conversation entre Roderick et Dupin, représentée à l'écran lorsqu'elle est racontée par Roderick : la première, qui se déroule de 1953 à 1980, raconte la jeunesse de Roderick et de sa sœur jumelle Madeline et leur ascension vers le pouvoir, tandis que la seconde suit tous les enfants Usher pendant les deux semaines précédant la discussion, révélant ainsi la vérité derrière leur mort.

## Distribution

### Acteurs principaux
- Carla Gugino (VF : Marjorie Frantz) : Verna
- Bruce Greenwood (VF : Bernard Lanneau) : Roderick Usher
  - Zach Gilford (VF : Pascal Nowak) : Roderick Usher jeune adulte
- Mary McDonnell (VF : Véronique Augereau) : Madeline Usher
  - Willa Fitzgerald (VF : Noémie Orphelin) : Madeline Usher jeune adulte
- Henry Thomas (VF : Sylvain Agaësse) : Frederick Usher
- Kate Siegel (VF : Charlotte Correa) : Camille L'Espanaye
- Rahul Kohli (VF : Alex Fondja) : Napoleon Usher
- Samantha Sloyan (VF : Delphine Braillon) : Tamerlane Usher
- T'Nia Miller (VF : Virginie Emane) : Victorine LaFourcade
- Michael Trucco (VF : David Krüger) : Rufus Griswold
- Katie Parker (VF : Sara Chambin) : Annabel Lee
- Sauriyan Sapkota (VF : Jean-Stan Du Pac) : Prospero Usher
- Matt Biedel (VF : Gilles Morvan) : Bill
- Crystal Balint (VF : Géraldine Asselin) : Morella Usher
- Ruth Codd (en) (VF : Karl-Line Heller) : Juno Usher
- Kyliegh Curran (VF : Ophélie Bernard) : Lénore Usher
- Carl Lumbly (VF : Thierry Desroses) : C. Auguste Dupin
- Mark Hamill (VF : Jean Barney) : Arthur Gordon Pym

Photos des acteurs principaux
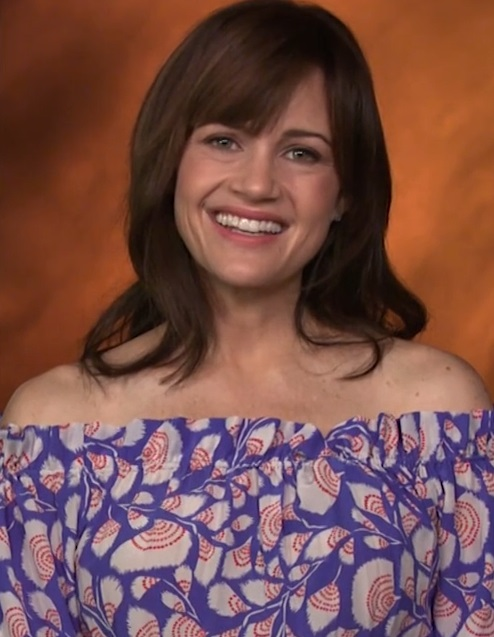
Carla Gugino interprète Verna.
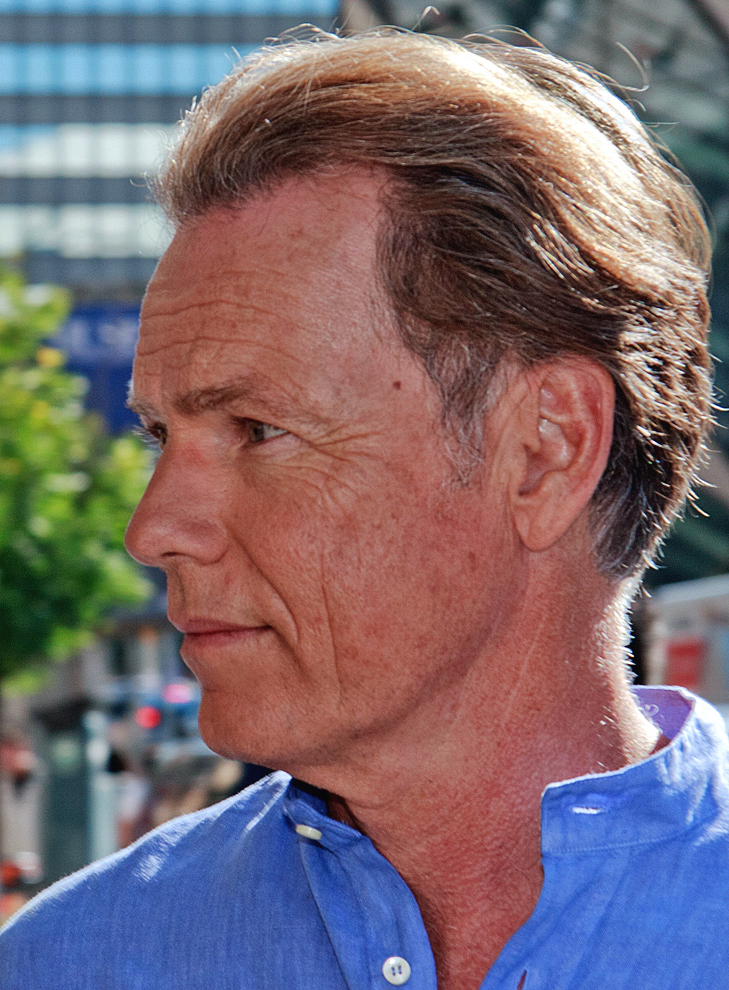
Bruce Greenwood interprète Roderick Usher.
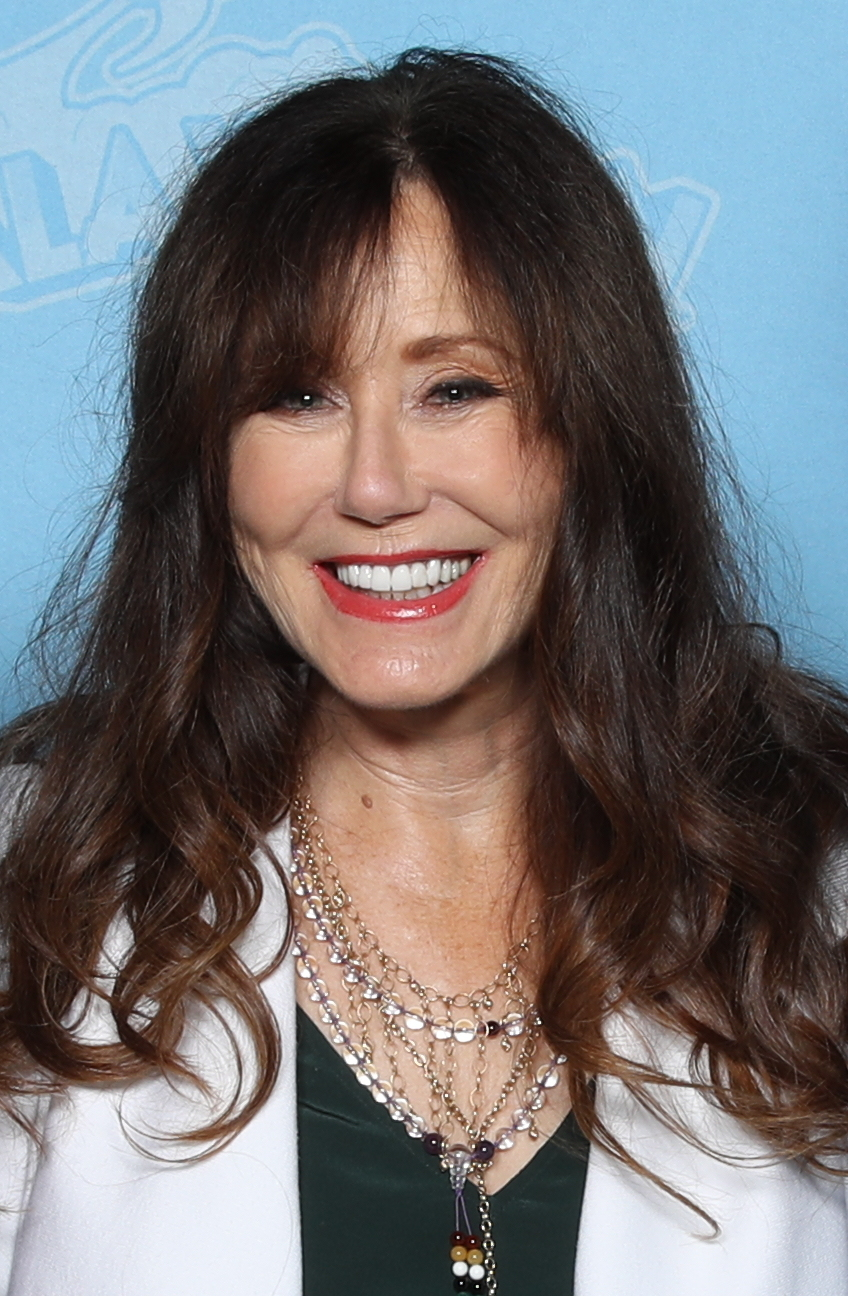
Mary McDonnell interprète Madeline Usher.
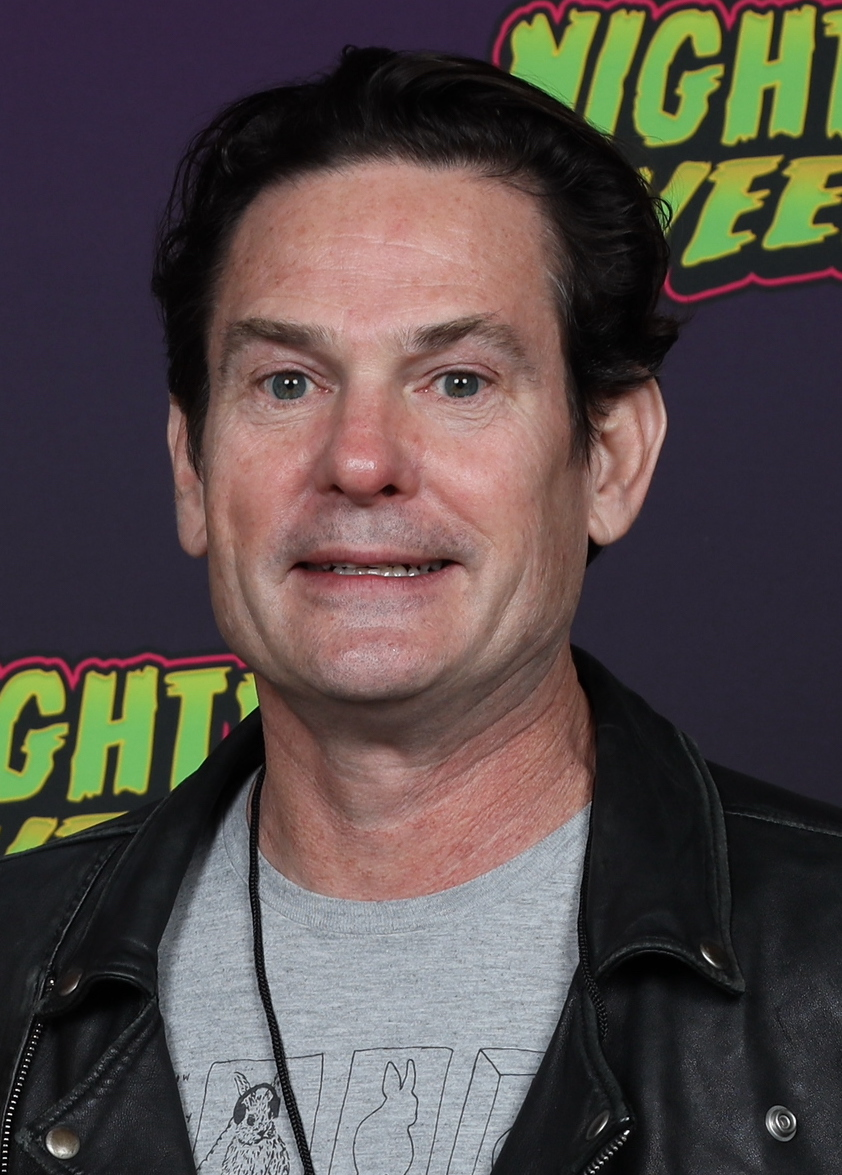
Henry Thomas interprète Frederick Usher.
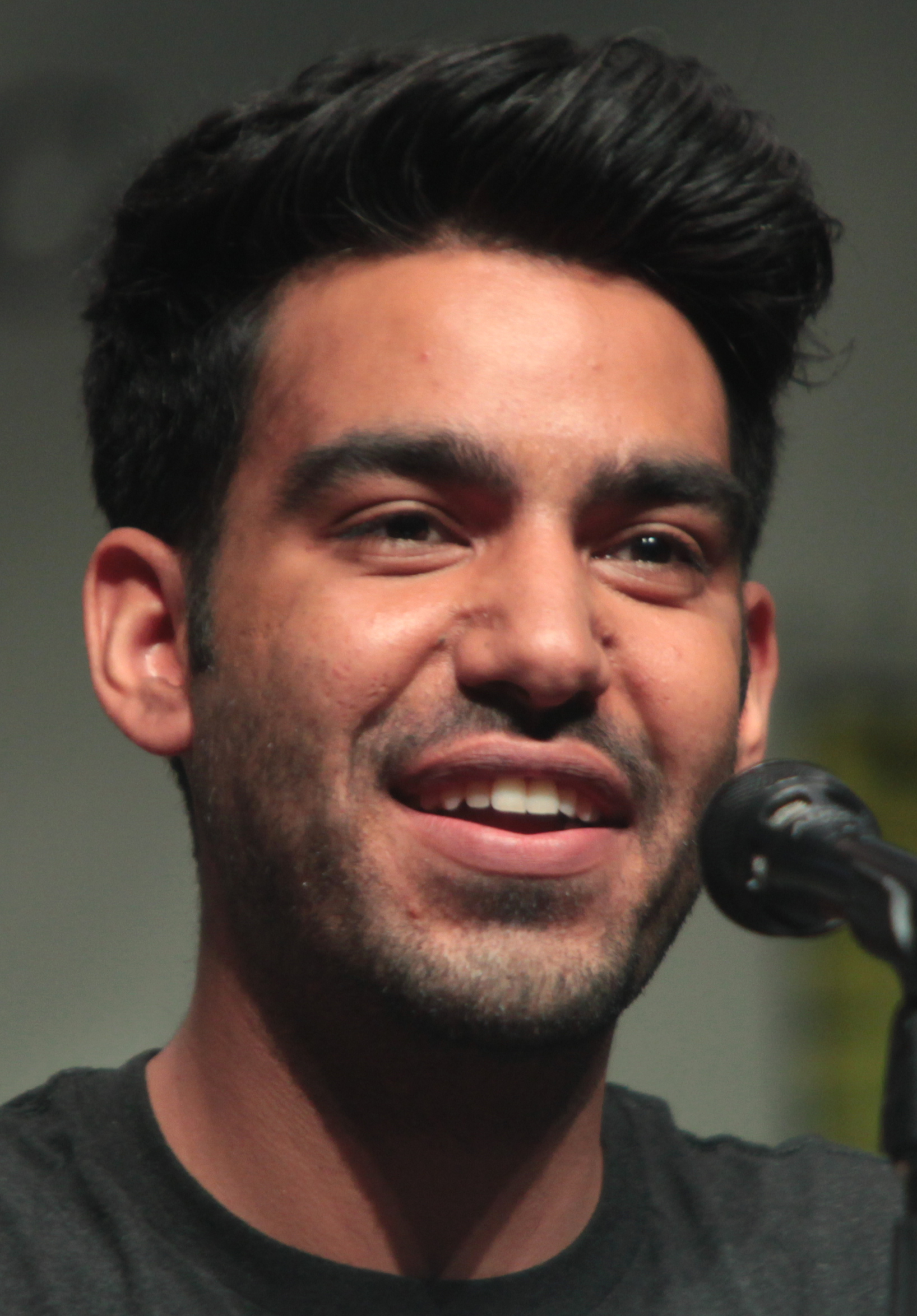
Rahul Kohli interprète Napoleon Usher.
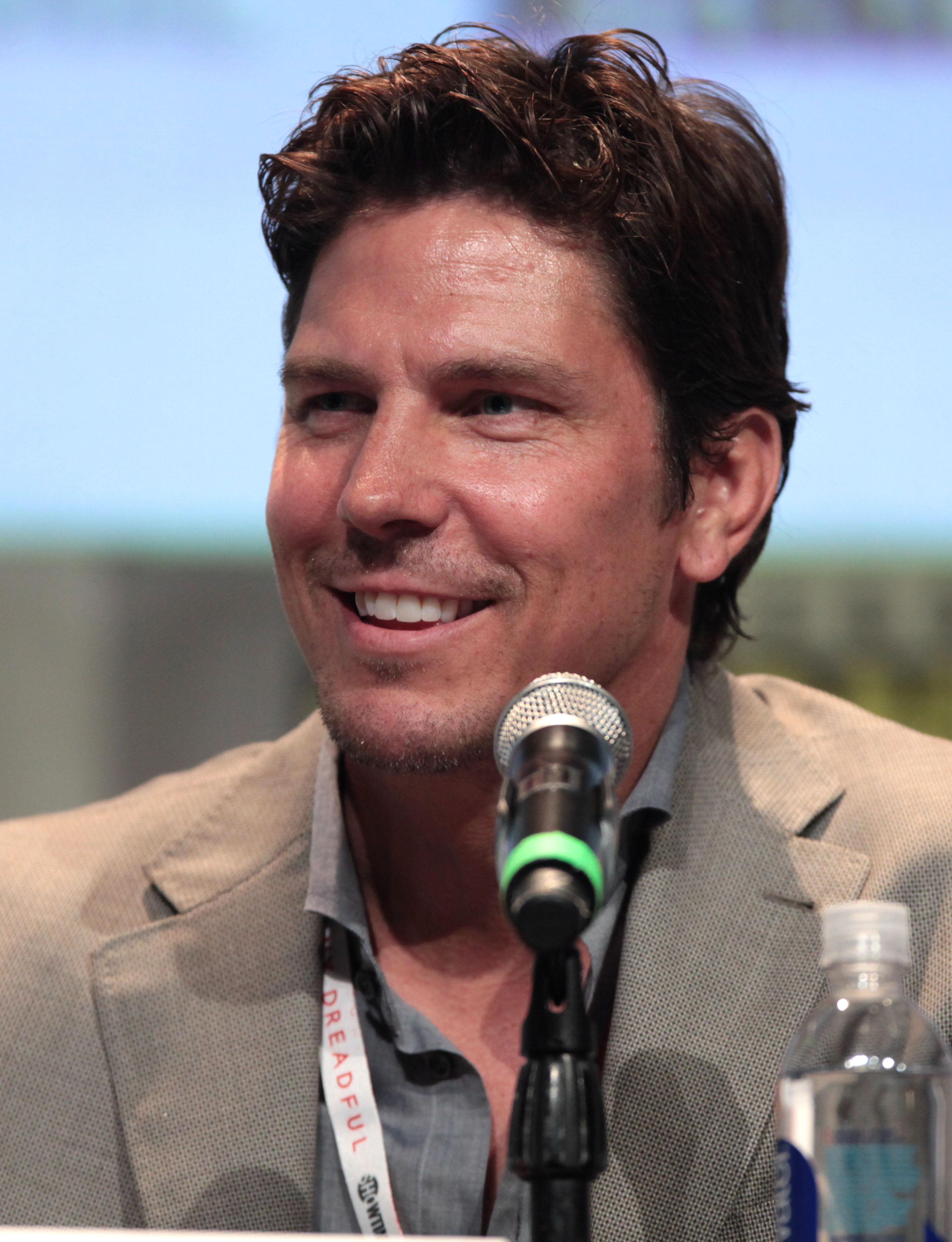
Michael Trucco interprète Rufus Griswold.
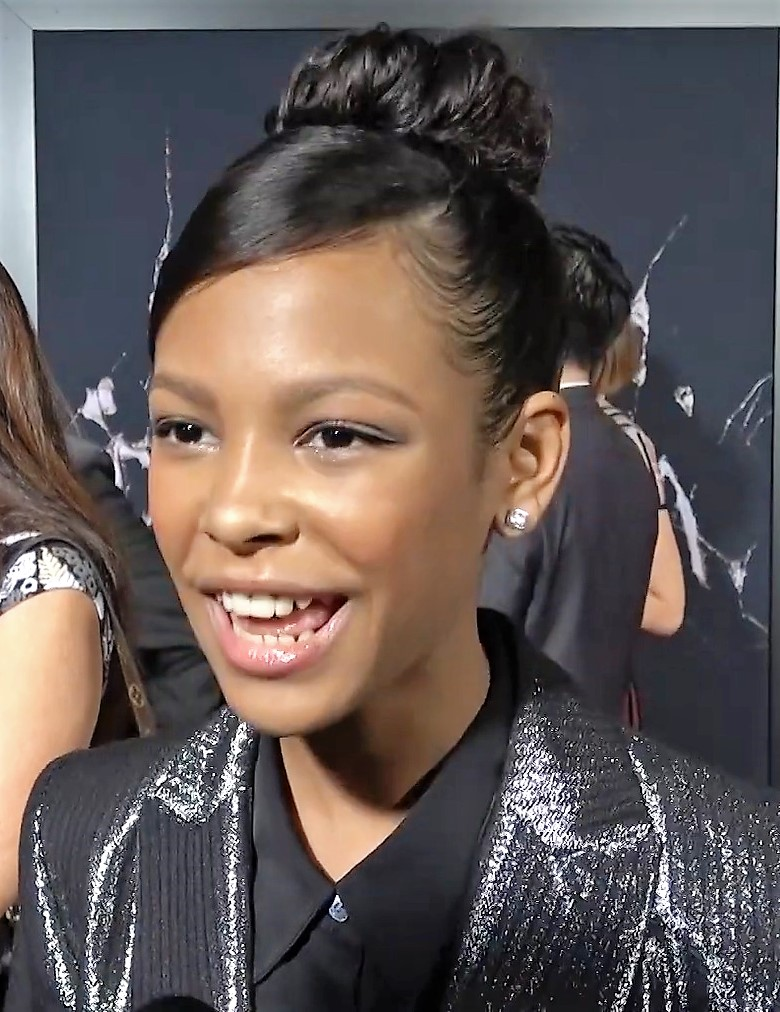
Kyliegh Curran interprète Lénore Usher.
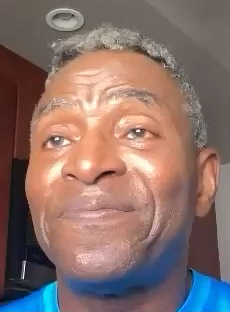
Carl Lumbly interprète Auguste Dupin.
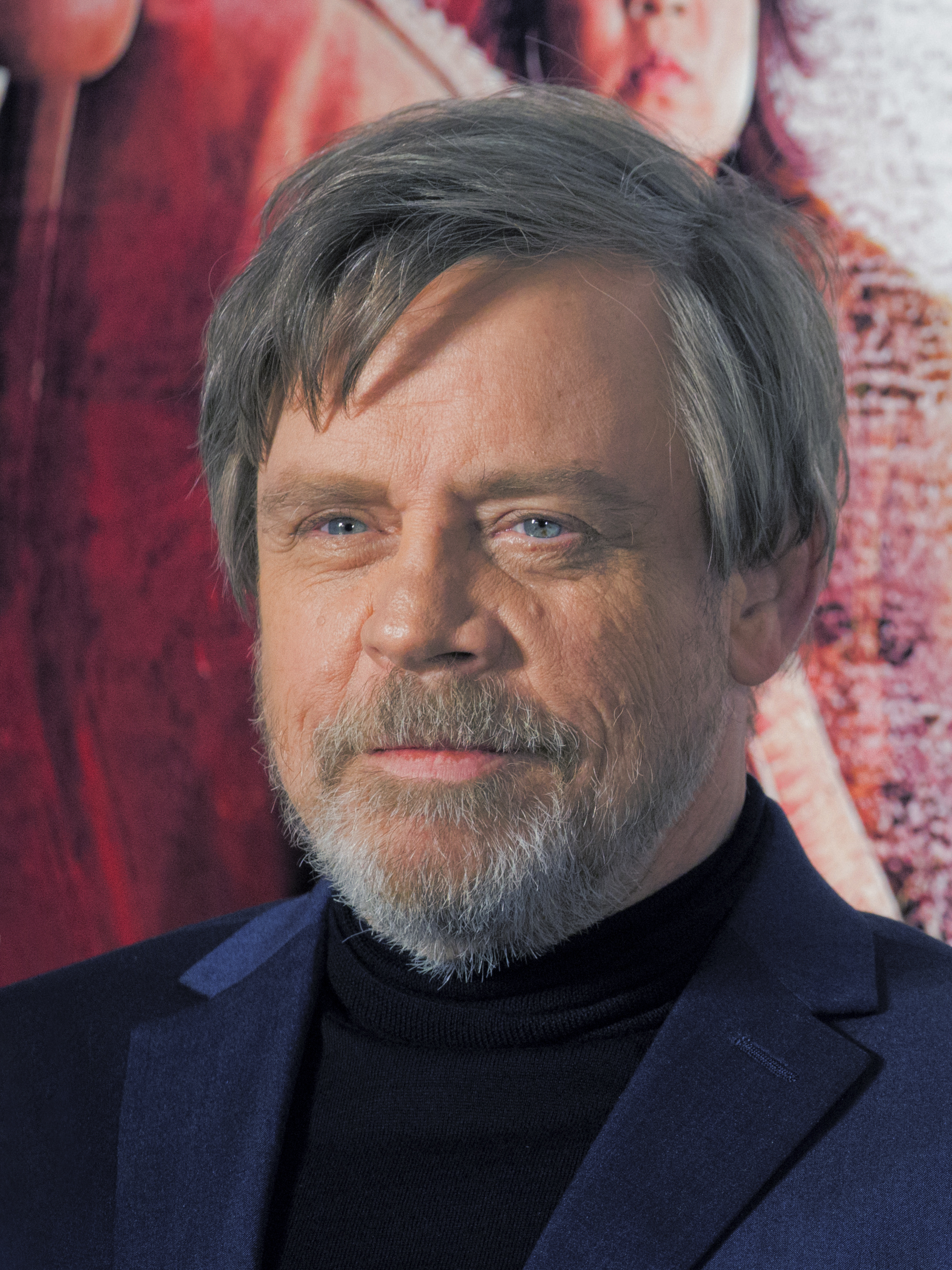
Mark Hamill interprète Arthur Gordon Pym.
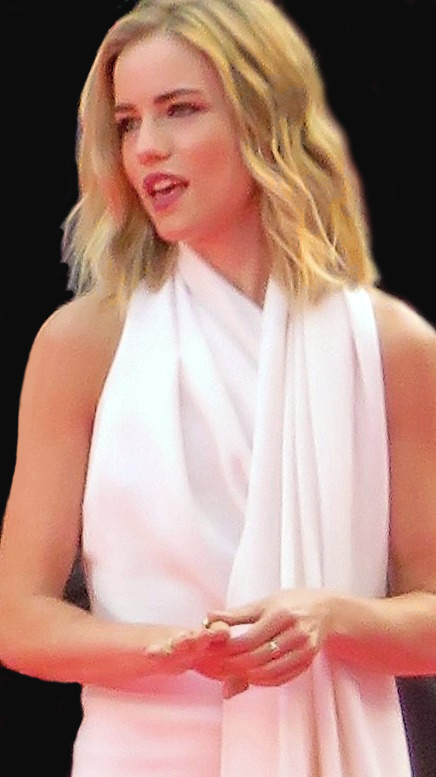
Willa Fitzgerald interprète Madeline Usher jeune adulte.

### Acteurs récurrents
- Malcolm Goodwin (VF : Baptiste Marc) : C. Auguste Dupin jeune
- Robert Longstreet : William Longfellow
- Paola Núñez (VF : Ingrid Donnadieu) : Dre Alessandra Ruiz
- Igby Rigney (VF : Kevin Goffette) : Toby
- Aya Furukawa : Beth / Tina
- Daniel Jun (VF : Théo Frilet) : Julius
- Sarah-Jane Redmond : Mme Longfellow
- Nicholas Lea : le juge John Neal

Photos des acteurs récurrents
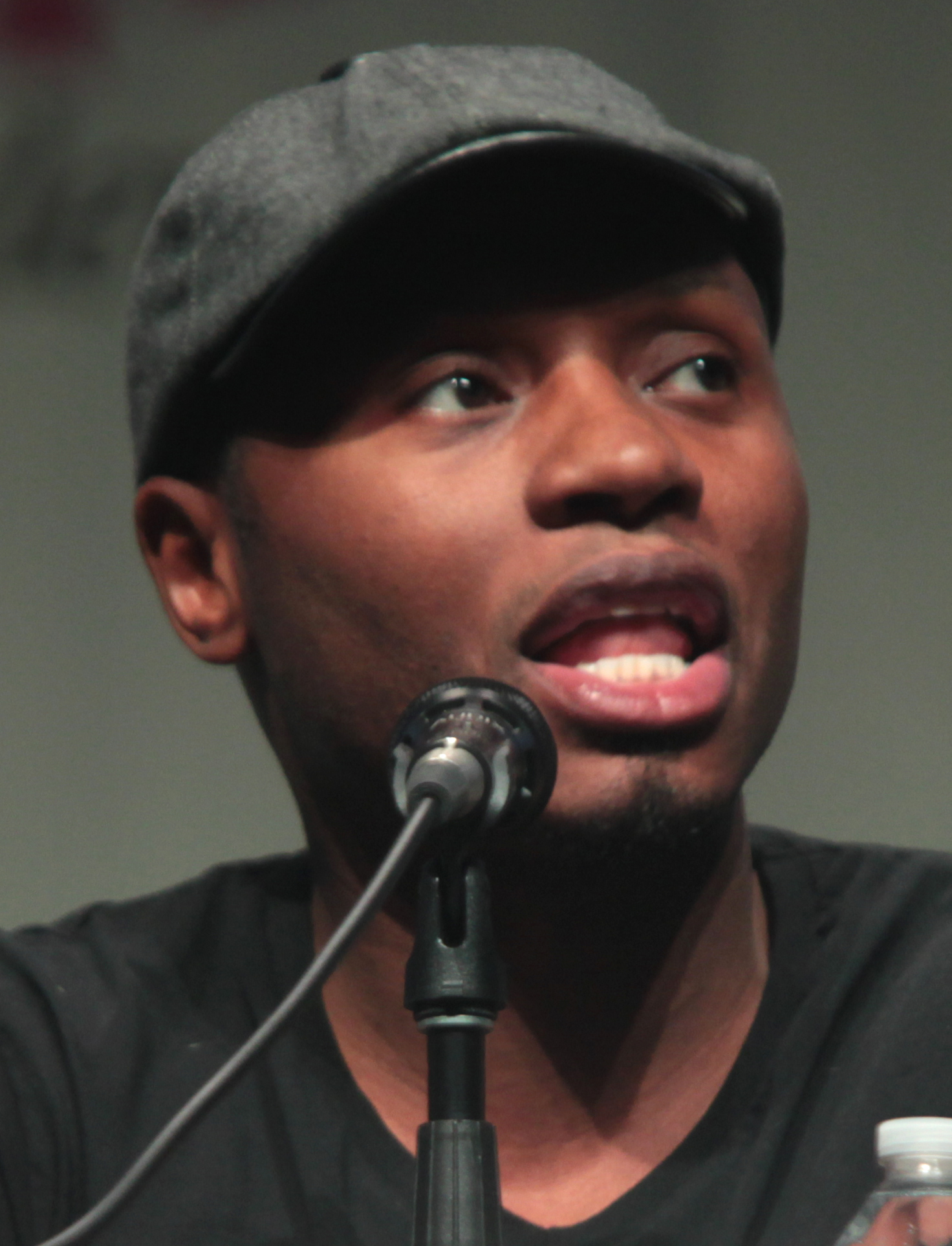
Malcolm Goodwin interprète Auguste Dupin jeune.
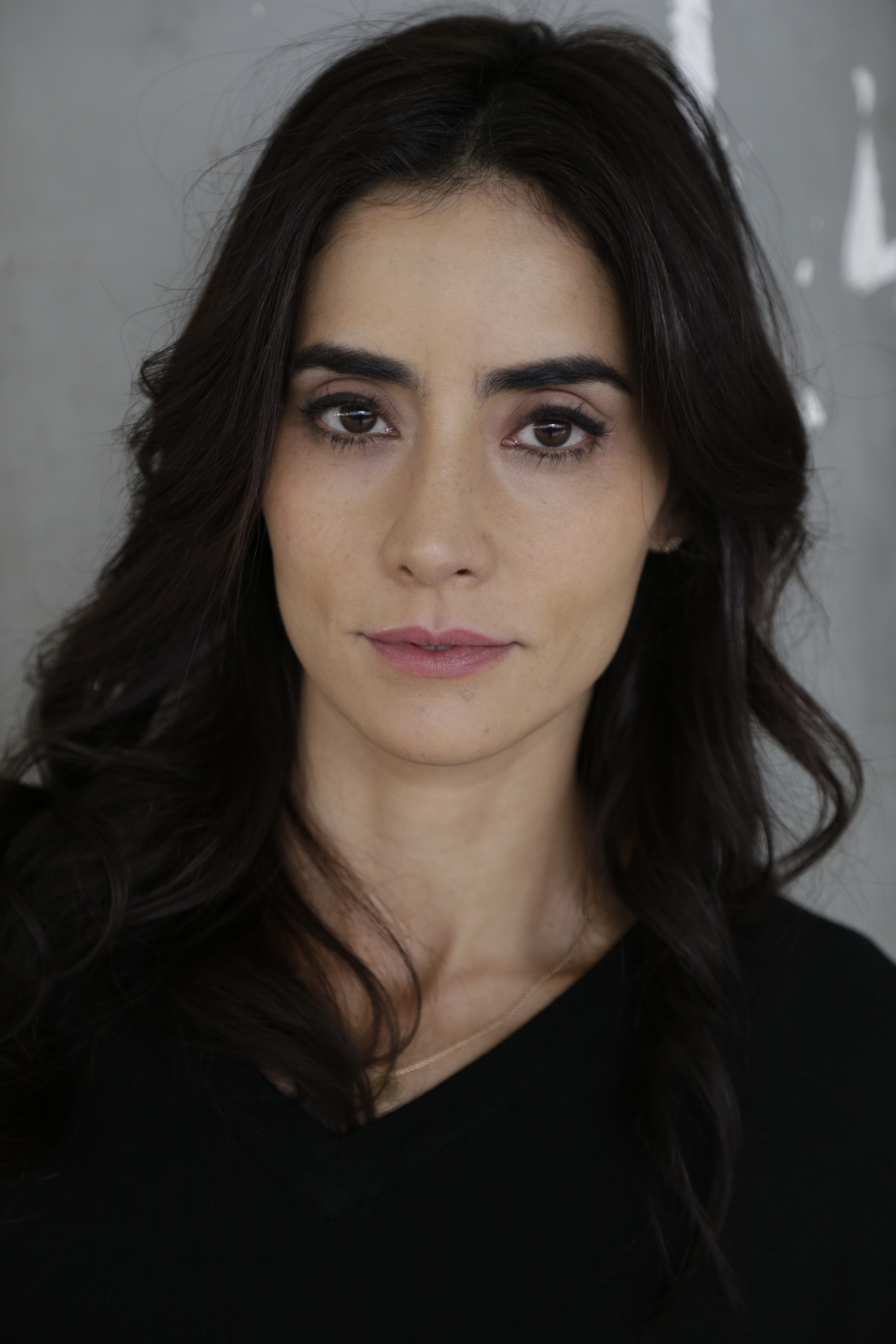
Paola Núñez interprète le Dre Alessandra Ruiz.
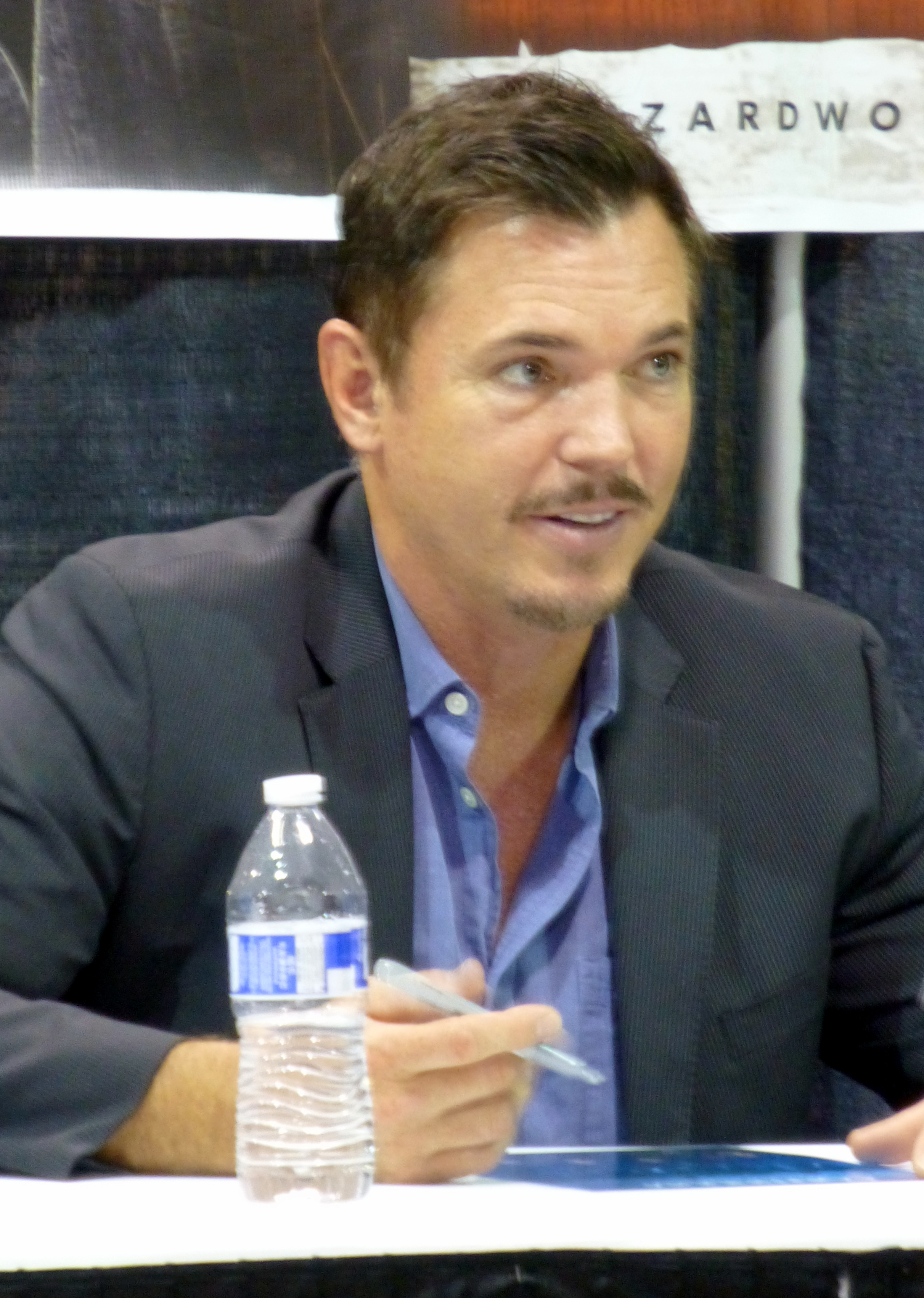
Nicholas Lea interprète le juge John Neal.

### Acteurs invités
- Annabeth Gish : Eliza Usher
- Lincoln Russo : Roderick Usher enfant
- Kate Whiddington : Madeline Usher enfant
- Graham Verchere (en) : Roderick Usher adolescent
- Lulu Wilson (VF : Clara Soares) : Madeline Usher adolescente
- Molly Quinn : Jenny
- JayR Tinaco : Faraj
- William Kosovic : Frederick Usher enfant

Photos des acteurs invités
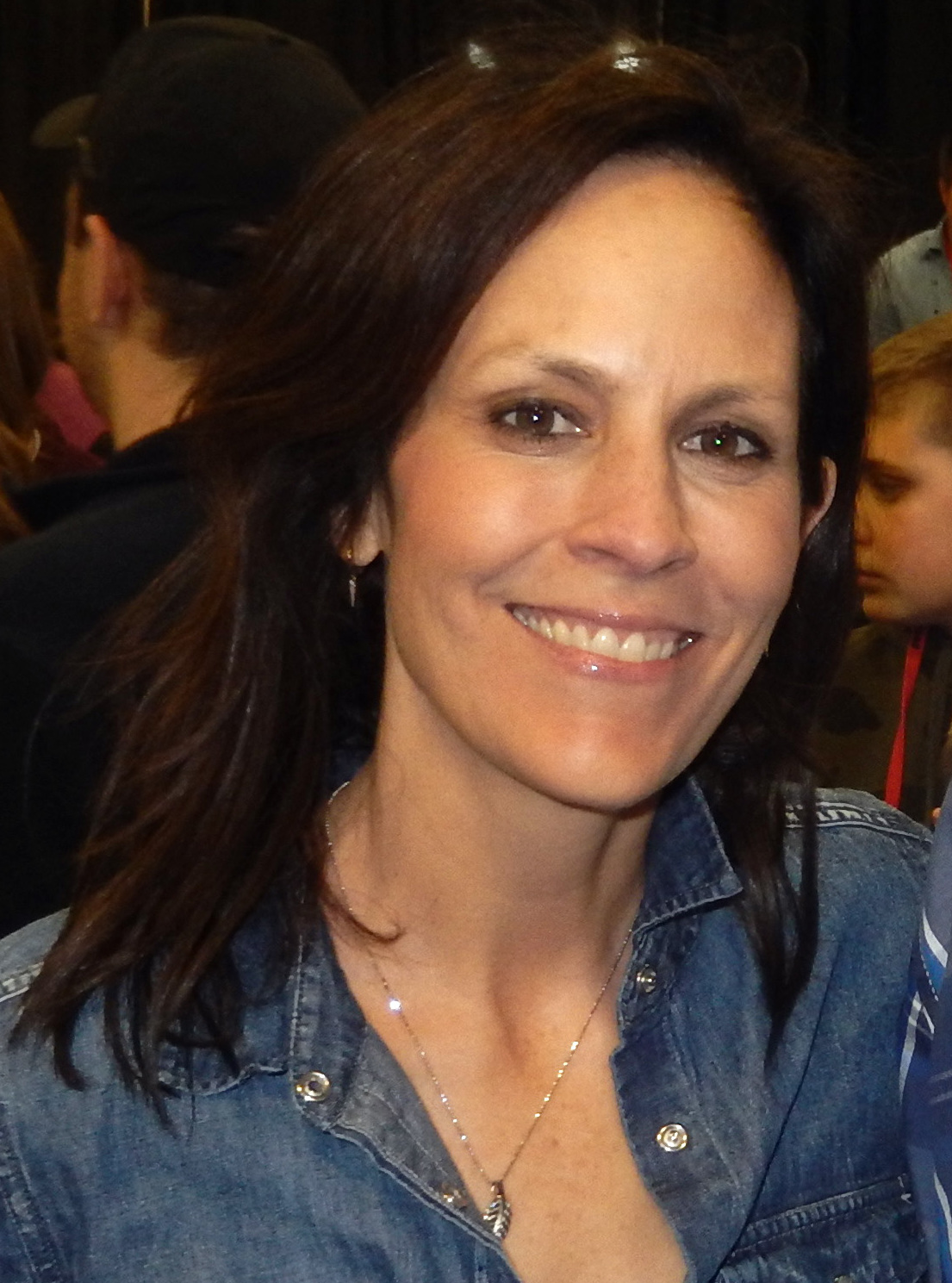
Annabeth Gish interprète Eliza Usher.
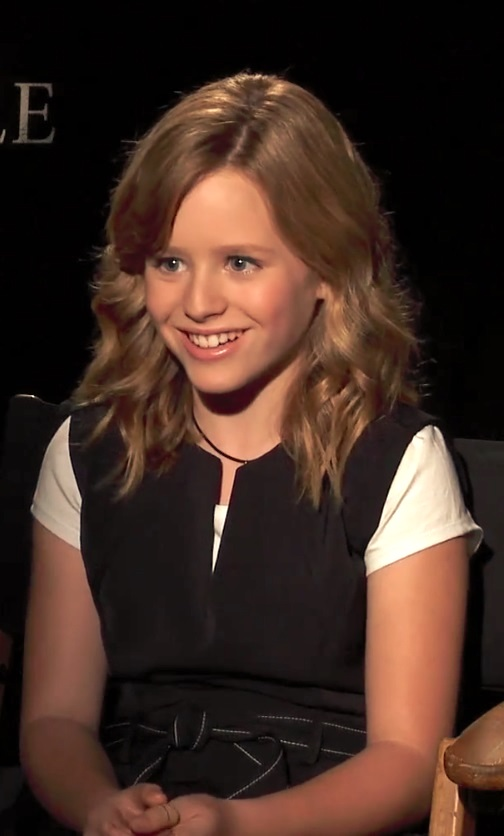
Lulu Wilson interprète Madeline Usher adolescente.

Version française
- Société de doublage : TITRAFILM
- Direction artistique : Charlotte Correa
- Adaptation française : Nathalie Castellani, Justine Dupont-Breitburd et Soriya Leang

 Source et légende : version française (VF) sur RS Doublage

## Production

### Tournage
Le tournage de la série a commencé le 31 janvier 2022 à Vancouver, en Colombie-Britannique, (Canada) et s'est terminé le 9 juillet 2022,,. La plupart des scènes ont été tournées aux Bridge Studios, à Burnaby, près de Vancouver.

### Musique
La musique de la mini-série est composée par The Newton Brothers, collaborateurs de longue date de Mike Flanagan. La bande originale sort en même temps que la diffusion de la série sur Netflix, le 12 octobre 2023, et se compose de 35 titres,.

### Fiche technique
Sauf indication contraire, les informations mentionnées dans cette section peuvent être confirmées par la base de données cinématographiques IMDb,  présente dans la section « Liens externes ».
- Titre original : The Fall of the House of Usher
- Titre français : La Chute de la maison Usher
- Création et réalisation : Mike Flanagan (4 épisodes), Michael Fimognari (4 épisodes)
- Scénario : Mike Flanagan (7 épisodes), Justina Ireland (1 épisode), basé sur l'œuvre d'Edgar Allan Poe
- Musique : The Newton Brothers
- Casting : Patrick Cahoon, Anne McCarthy, Morgan Robbins, Kellie Roy
- Direction artistique : Jordan Bent, Catherine Ircha, Luis Sidonio
- Décors : Laurin Kesley (8 épisodes), Mark Lane (1 épisode)
- Costumes : Terry Anderson
- Photographie : Michael Fimognari
- Montage : n/a
- Production exécutif : Mike Flanagan, Michael Fimognari, Emmy Grinwis, Trevor Macy
- Coproduction : Mat Johnson, Morgan Beggs, Melinda Nishioka
- Sociétés de production : Intrepid Pictures ; Netflix Studios (coproduction)
- Société de distribution : Netflix
- Pays de production :  États-Unis /  Canada
- Langue originale : anglais
- Format : couleur
- Genre : horreur, fantastique
- Durée : 57-77 minutes
- Date de première diffusion :
  - Monde : 12 octobre 2023 (Netflix)

## Épisodes
| Numéro | Titre francophone               | Titre original              | Durée      |
| ------ | ------------------------------- | --------------------------- | ---------- |
| 1      | Sur le minuit lugubre           | A Midnight Dreary           | 57 minutes |
| 2      | Le masque de la mort rouge      | The Masque of the Red Death | 61 minutes |
| 3      | L'assassinat dans la rue Morgue | Murder in the Rue Morgue    | 60 minutes |
| 4      | Le chat noir                    | The Black Cat               | 62 minutes |
| 5      | Le cœur révélateur              | The Tell-Tale Heart         | 61 minutes |
| 6      | Scarabée d'or                   | Goldbug                     | 58 minutes |
| 7      | Le puits et le pendule          | The Pit and The Pendulum    | 59 minutes |
| 8      | Le corbeau                      | The Raven                   | 77 minutes |

## Accueil

### Réception critique
La série reçoit des avis plutôt positifs de la part des critiques. Sur Rotten Tomatoes, elle se voit attribuer un score de 90 % basé sur 115 critiques ; sur Metacritic, elle reçoit un score de 74 sur 100 basé sur 34 critiques de nature « généralement favorable ». Sur Allociné, les avis sont plus nuancés, avec une note moyenne de 3,7 étoiles sur 5 basée sur 11 critiques.

### Distinctions

#### Nominations
- 29e Critics Choice Television Awards (2024)[13] :
  - Meilleure actrice dans une mini-série ou un téléfilm pour Carla Gugino ;
  - Meilleur actrice de second rôle dans une mini-série ou un téléfilm pour Willa Fitzgerald et Mary McDonnell.
- 4e Critics Choice Super Awards (2024)[14] :
  - Meilleur série, mini-série ou téléfilm d'horreur ;
  - Meilleur acteur dans une série, mini-série ou téléfilm d'horreur pour Zach Gilford et Bruce Greenwood ;
  - Meilleure actrice dans une série, mini-série ou téléfilm d'horreur pour Carla Gugino ;
  - Meilleur méchant dans une série, mini-série ou téléfilm pour Carla Gugino et Mary McDonnell.
- 35e GLAAD Media Awards (2024)[15] :
  - Remarquable série limité ou d'anthologie (Outstanding Limited or Anthology Series).

## Autour de la série